# رائیسا اوفاریل بولانوس
رائیسا اوفاریل بولانوس (انگلیسی: Raisa O'Farrill Bolanos؛ زادهٔ ۱۷ آوریل ۱۹۷۲) بازیکن والیبال اهل کوبا بود.